# Puerto Santa Cruz
Puerto Santa Cruz es una ciudad de 4431 habitantes (Indec, 2010), del departamento Corpen Aike en la provincia de Santa Cruz, República Argentina. 
Se sitúa en el margen derecho del amplio estuario del río Santa Cruz, a 36 km de la vecina localidad Comandante Luis Piedrabuena y su isla Pavón, y a solo 17 km al norte del puerto de aguas profundas del Puerto de Punta Quilla, emplazado en la desembocadura del río en el mar Argentino.
Es la segunda ciudad más antigua de la provincia de Santa Cruz, después de Comandante Luis Piedrabuena, ya que fuera fundada por el comodoro de marina Luis Py, el 1 de diciembre del 1878, si bien los primeros asentamiento en el lugar: la reducción anglicana de Cañadón Misioneros y la factoría agroindustrial Colonia Rouquaud, acontecieron en 1862 hasta 1863 y desde 1872 hasta 1874, respectivamente.

## Historia

### Descubrimiento del río Santa Cruz y sus islas
Durante la expedición del portugués Hernando de Magallanes que fuera nombrado adelantado por la Monarquía Hispánica y capitán general de la flota a la especiería —llamada Armada de las Molucas— al llegar al Cono Sur mandaría a las tierras australes a la nao Santiago, al mando del capitán Juan Rodríguez Serrano, para hacer un reconocimiento por la costa patagónica.
El 3 de mayo de 1520 dicho navegante descubriría la boca de un amplio río al que llamó Santa Cruz y adentrándose en el mismo, avistaría a las bautizadas islas del Medio aptas para fundar un establecimiento, pero al intentar regresar con la noticia del hallazgo la nave habría sufrido un accidente y sus tripulantes deberían permanecer en el lugar durante dos largos meses.
Magallanes y su flota que también habían pasado el invierno austral, pudieron zarpar del puerto San Julián el día 24 de agosto del citado año y alcanzarían la desembocadura de dicho río, en donde fueron rescatados los supervivientes, entre ellos al capitán Serrano a quien se le daría el mando de la carabela Concepción.
Gracias a los datos cartográficos suministrados por el expedicionario Serrano, el 6 de enero de 1526 llegaría a este río el navegante Juan Sebastián Elcano al mando de cinco naves pertenecientes a la expedición de García Jofre de Loaísa.
Siglos más tarde, en 1832, arribaría la nave británica HMS Beagle comandada por Roberto Fitz Roy —acompañado por el científico Carlos Darwin— con el objetivo de realizar estudios hidrográficos que abarcaban desde el golfo San Matías hasta el canal de Beagle.

### Cañadón Misioneros y Colonia Rouquaud

Puerto Santa Cruz a orillas del río homónimo, y en sus cercanías la ciudad Comandante Luis Piedrabuena, consideradas como un aglomerado urbano.

En el año 1862 desembarcaban de la goleta Tilton, dos religiosos anglicanos de la «Sociedad Misionera de la Patagonia» procedentes de las islas Malvinas —archipiélago argentino atacado por la fragata Lexington de la marina estadounidenses el 28 de diciembre de 1831, desalojadas de argentinos por fuerzas inglesas en 1833 y recién colonizadas desde 1839 por el Reino Unido de Gran Bretaña e Irlanda— siendo aquellos el alemán Teófilo Schmidt y el suizo Juan Federico Hunziker quienes venían con el objetivo de misionar entre los tehuelches meridionales y construir así un establecimiento evangelizador en un paraje a unos 25 km al este de la isla Pavón —a unos 10 km noroeste del actual Puerto Santa Cruz— y casi enfrente de la desembocadura de su afluente septentrional, el río Chico, y que más tarde se conocería como reducción anglicana de «Cañadón Misioneros». En un principio los aborígenes se arrimaron al lugar en busca de provisiones y para comerciar productos pero no se asentarían en forma definitiva y en 1863, sumado a las duras condiciones del clima, los misioneros anglicanos debieron regresar ya que la iniciativa no prosperaría.
Posteriormente, un ciudadano francés residente en Buenos Aires con su familia, Ernesto Rouquaud, consiguió en julio de 1871 del presidente argentino Domingo Faustino Sarmiento el permiso de poblar con colonias agroindustriales en tierras a ambas orillas del mismo río. La del lado diestro que se llamaría «Colonia 11 de Septiembre» terminó siendo más conocida como «Colonia Rouquaud», siendo fundada en junio de 1872, en las cercanías del ya conocido cañadón Misioneros. Los primeros habitantes de la factoría fueron el mismo empresario, su esposa y sus nueve hijos que se dedicarían a la fabricación de aceite y de sus subproductos. Luego se les unieron los operarios que trabajarían en la misma con sus familias respectivas, conformando de esta manera una pequeña colonia que se podría considerar, si hubiera subsistido, como la fecha de fundación del actual puerto.
Para proteger la zona fue que el 12 de octubre del citado año, el Gobierno argentino constituiría una capitanía de puerto en el mismo río al mando del teniente Guillermo Lawrence, situada provisionalmente en la goleta Chubut, secundado por los subtenientes Bribaldo Palacios y Valentín Feilberg, además de unos 38 tripulantes subalternos, y el 17 del corriente levantarían una construcción de madera de un solo ambiente y techo de chapa acanalada, para realizar la toma de posesión formal efectiva del territorio al sur del río Santa Cruz, inaugurándola con el izamiento de la bandera argentina que fuera saludada con 21 cañonazos.
En 1874, finalmente el colono franco-argentino, luego de padecer la pérdida de dos de sus hijos y por último, el fallecimiento de su esposa, sumándose a la presión gubernamental chilena que provocó el quiebre de la empresa, abandonaría la factoría marchándose en la nave Chubut hacia Carmen de Patagones, dejándola al cuidado de tres funcionarios argentinos. Más tarde regresaría su homónimo hijo mayor en el pailebote Pasquale Quartino para recoger las pertenencias y desmantelar la factoría malograda, pero por desgracia, de regreso el velero mercante se perdería en el mar Argentino, no pudiéndose encontrar ningún sobreviviente.

### Definitiva fundación de Puerto Santa Cruz

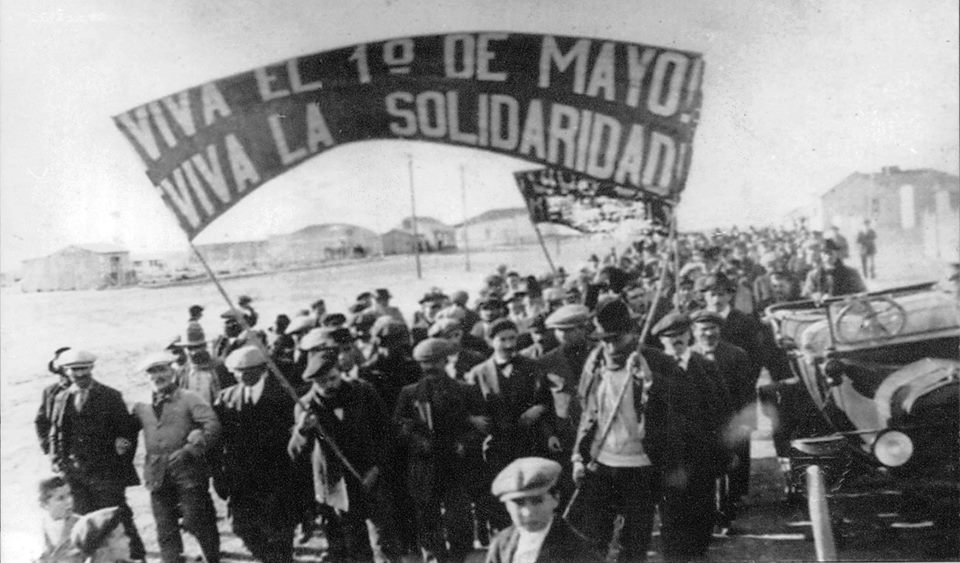
Marcha de peones rurales en Puerto Santa Cruz, 1921.

Durante la presidencia de Nicolás Avellaneda, se otorgaron autorizaciones en la ciudad de Buenos Aires, a principios de 1876, para la explotación de guano en un paraje de nombre Monte León, situado a unos 35 km al sudoeste de la entrada del estuario del río Santa Cruz, por lo cual, se erigiría un pequeño caserío estable para la ejecución de las faenas. Al enterarse el Gobierno chileno de tal situación, fue enviada la corbeta  Magallanes al mando del capitán Juan José Latorre que llegó el día 27 de abril del mismo año, para apresar en el puerto de Santa Cruz al barco francés Jeanne Amelie que estaba capitaneado por Guillaume, por dedicarse a la extracción de guano con permiso del Gobierno argentino y no del chileno. En 1877, este último país, mandaría una expedición para explorar la comarca al sur del río Santa Cruz con intención de anexionársela pero sin mayores resultados.
Por consiguiente y ante las protestas ciudadanas, la Nación Argentina había dispuesto el envío de una flota naval al mando del coronel de marina Luis Py —conocida como Expedición Py— compuesta por el monitor Los Andes comandado por Ceferino Ramírez, la bombardera Constitución al mando de Juan Cabassa y la cañonera Uruguay, por Martín Guerrico que zarparon de Buenos Aires el 8 de noviembre del corriente.
El día 1 de diciembre de 1878 la expedición argentina procedería a izar definitivamente la bandera argentina en la cumbre del cerro Misioneros, en la orilla diestra del río, dando origen así al Puerto Santa Cruz.
El 4 de enero de 1879 llegaría al mismo puerto la corbeta Cabo de Hornos comandada por Luis Piedrabuena —quien había fundado una factoría en 1859 en la cercana isla Pavón— con la noticia del cese de las hostilidades entre ambos países y llevando a bordo al cirujano mayor Federico R. Cuñado —nieto del médico español Gabriel Cuñado, radicado en Jujuy— además de portar cargamento de carbón, víveres y la lancha de vapor Monte León necesaria para proveerse de agua dulce en la isla antes citada. También habría llegado la bombardera República.
Finalmente el tratado de límites se llevaría a cabo entre ambos países litigantes en el año 1881, con rectificaciones posteriores.

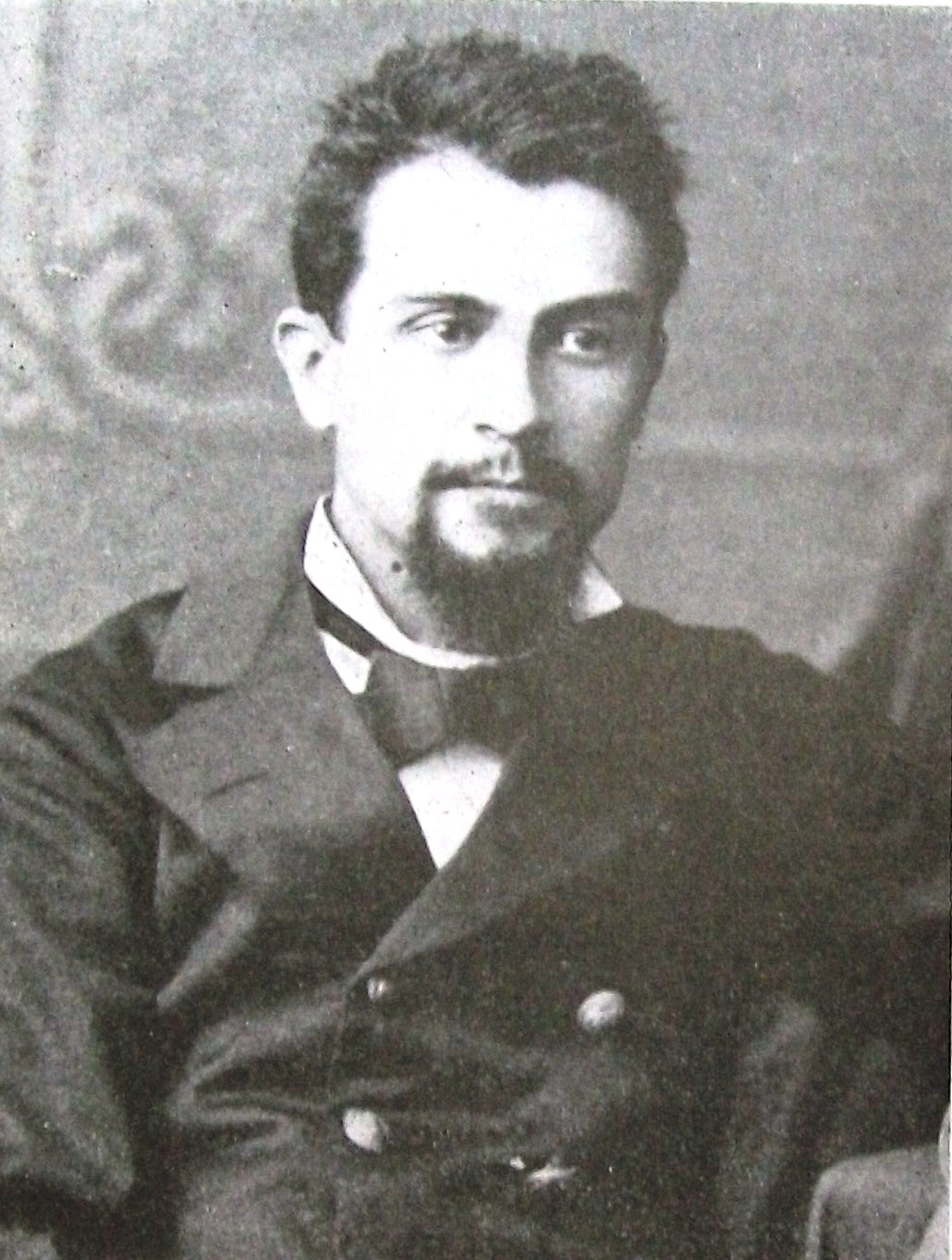
Carlos María Moyano.

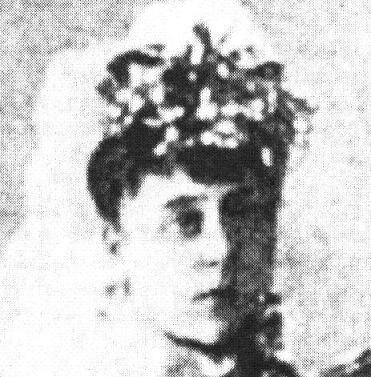
Ethel Turner al momento de su boda.

En 1884, el militar Carlos María Moyano, fue nombrado primer gobernador del Territorio Nacional de Santa Cruz. Tras organizar las localidades de Puerto Santa Cruz, Río Gallegos y Puerto Deseado, trató de entusiasmar a inversores para colonizar la región. En 1885 hizo un viaje a las islas Malvinas, donde compró ovejas y carbón. El entonces presidente Julio Argentino Roca le había dado instrucciones para que procurase atraer a agricultores malvinenses para establecerse en Santa Cruz. La decisión se debió por la proximidad y coincidencia de clima y pastos. Moyano viajó varias veces al archipiélago, logrando éxito su tarea de poblar Santa Cruz con colonos malvinenses y trasladar ovejas para su cría. La primera migración involucró a 16 familias (unas 80 personas) que montaron 27 estancias y que abandonaron las islas para siempre por la presión ejercida por la empresa monopólica británica Falkland Islands Company.
En sus viajes a las islas también conoció a una joven malvinense, Ethel Turner. En su primer viaje a Malvinas, Moyano había comprado seiscientas ovejas a un próspero comerciante y granjero inglés, que resultó ser el padre de Ethel. Ethel y Moyano contrajeron enlace el 15 de septiembre de 1886 en Puerto Santa Cruz. Ethel apenas tenía 18 años y Carlos, 32. Su boda fue la segunda de gente blanca celebrada en el territorio santacruceño y estuvo fuera de lo común para la zona y época. De la boda no existen crónicas ni documentos de época, salvo la constancia del casamiento en el folio dos del libro de actas inaugurado al efecto.
El matrimonio de Moyano con Ethel facilitó la adquisición de grandes latifundios a súbditos británicos en Santa Cruz, fomentando la inmigración desde las islas. Moyano y Ethel residieron en Puerto Santa Cruz, cuyas primeras edificaciones fueron hechas con materiales traídos desde las Malvinas. De aquellos tiempos datan los pioneros malvinenses en Santa Cruz Dickie, Duncan, Fell, Felton, Halliday, Hamilton, Mac George, Mackenzie, Patterson, Rudds, Saunders, entre otros. Hipólito Solari Yrigoyen resumió la política migratoria de Moyano completando el estado de algunos pobladores isleños diciendo que estaban «guiados por un sentido práctico», y que «habían terminado por comprender que la unión de las islas con la Patagonia era un hecho racional, beneficioso y hasta inevitable».
James Douglas Lewis, político santacruceño nacido en Puerto Argentino/Stanley y residente en Puerto Santa Cruz, dijo en 2007 ante el Comité de Descolonización de las Naciones Unidas:

Es interesante conocer que el capitán Carlos María Moyano (primer gobernador del Territorio de Santa Cruz, cuyos restos descansan en esta ‘capital histórica’ de Puerto Santa Cruz), se casó con una isleña: Ethel Turner, lo que refleja el gran acercamiento de las islas con el continente en esos tiempos. Esta fue la segunda boda celebrada en el territorio nacional de Santa Cruz. Muchos isleños se destacaron y tanto ellos como sus familias siguen siendo muy respetados como integrantes plenos de la comunidad. Mi caso es similar, y en un país generoso como la Argentina, tanto yo, como miles de inmigrantes, se han podido desarrollar siguiendo sus costumbres y creencias en libertad y armonía con el resto de los habitantes.

## Símbolos
La localidad posee tanto bandera como escudo propios. La bandera está diseñada en un campo dividido en cuatro cuadrantes, en los cuales se representa el pasado, el presente y el futuro de la ciudad. El símbolo que divide a los mencionados cuadrantes es una cruz que representa al Monumento al Centenario de la ciudad.
También se ha elegido a la cruz ya que fue el estandarte que utilizaron los misioneros que poblaron el Cañadón Misioneros como así también la primera Misión Salesiana llegada a la región en 1886 encabezada por el misionero Ángel Savio. También se relaciona con el nombre de la localidad que homenajea al rescate que realizó Magallanes de una nave en 1520, en el día de la Exaltación de la Santa Cruz. En el cuadrante inferior derecho se observa un barco entrando desde Punta Entrada hacia el Puerto de Punta Quilla, además de las aguas del de la Ría Santa Cruz y del Mar Argentino.
El 16 de mayo de 1973, la municipalidad realizó un llamado a concurso para la creación del escudo oficial de la localidad. El jurado acordó el primer premio al trabajo presentado por el vecino Ricardo Fonzo. Posee dos cuarteles; uno superior y otro inferior. El superior es de color azul. A la derecha del cuartel superior y de color sepia se encuentran unas mesetas que representan Cañadón Misioneros. También se halla la silueta de la actualidad edilicia de la localidad en color blanco. Sobre la izquierda se halla la figura de un muelle de color negro y un barco de proa anclado color blanco y negro.
Sobre la parte inferior del cuartel superior, se halla cinco franjas azules, separadas entre sí por cuatro franjas blancas, que simbolizan las aguas del río y de la ría Santa Cruz. En la parte central, como enmarcado todos los símbolos del escudo y sobre los dos cuarteles, se encuentra la figura de un ancla.

## Población
Contó con 4431 habitantes (Indec, 2010), de los cuales el 2228 mujeres y 2203 hombres; lo que representó un incremento del 30 % frente a los 3397 habitantes (Indec, 2001) del censo anterior. En el censo 2022 la población mantuvo su ritmo de crecimiento al alcanzar 5390 habitantes. Además, se registraron 2156 viviendas.
| Gráfica de evolución demográfica de Puerto Santa Cruz entre 1947 y 2022 |
|                                                                         |
| Fuente: Censos nacionales del INDEC                                     |

## Guarnición
| Unidades de la Guar Ej Puerto Santa Cruz                               | Abreviatura |
| ---------------------------------------------------------------------- | ----------- |
| Regimiento de Caballería de Tanques 11 «Defensores del Honor Nacional» | RC Tan 11   |
| Compañía de Munición 181                                               | Ca Mun 181  |

## Clima

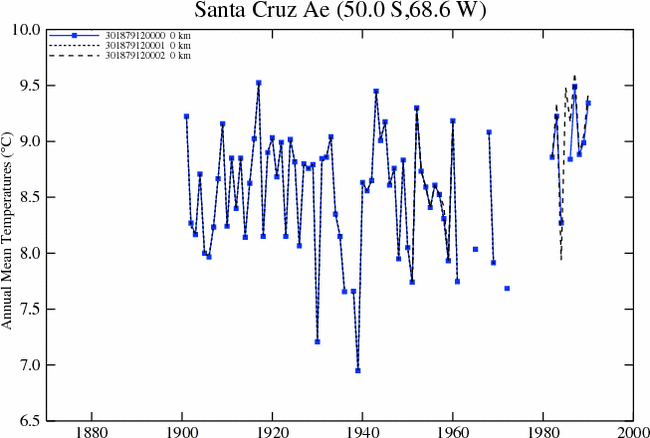
Tº diaria promedio del aire en casilla meteo, de 1901 a 2007; en NASA.

Es remarcable, que la estación meteorológica local posee datos de termometría del aire, a 15 dm del suelo, desde 1901, sin acceso a la "mancha de calor" urbana, clásica de otras Estaciones invadidas por la isla de calor de la urbanización. Su clima es riguroso, atenuado por su posición geográfica de puerto marítimo. La temperatura mínima absoluta registrada en el Período 1901 -1960 es de -17 °C bajo cero y la máxima absoluta de 34,9 °C.
| Parámetros climáticos promedio de Puerto Santa Cruz (1901–1960) | Parámetros climáticos promedio de Puerto Santa Cruz (1901–1960) | Parámetros climáticos promedio de Puerto Santa Cruz (1901–1960) | Parámetros climáticos promedio de Puerto Santa Cruz (1901–1960) | Parámetros climáticos promedio de Puerto Santa Cruz (1901–1960) | Parámetros climáticos promedio de Puerto Santa Cruz (1901–1960) | Parámetros climáticos promedio de Puerto Santa Cruz (1901–1960) | Parámetros climáticos promedio de Puerto Santa Cruz (1901–1960) | Parámetros climáticos promedio de Puerto Santa Cruz (1901–1960) | Parámetros climáticos promedio de Puerto Santa Cruz (1901–1960) | Parámetros climáticos promedio de Puerto Santa Cruz (1901–1960) | Parámetros climáticos promedio de Puerto Santa Cruz (1901–1960) | Parámetros climáticos promedio de Puerto Santa Cruz (1901–1960) | Parámetros climáticos promedio de Puerto Santa Cruz (1901–1960) |
| Mes                                                             | Ene.                                                            | Feb.                                                            | Mar.                                                            | Abr.                                                            | May.                                                            | Jun.                                                            | Jul.                                                            | Ago.                                                            | Sep.                                                            | Oct.                                                            | Nov.                                                            | Dic.                                                            | Anual                                                           |
| --------------------------------------------------------------- | --------------------------------------------------------------- | --------------------------------------------------------------- | --------------------------------------------------------------- | --------------------------------------------------------------- | --------------------------------------------------------------- | --------------------------------------------------------------- | --------------------------------------------------------------- | --------------------------------------------------------------- | --------------------------------------------------------------- | --------------------------------------------------------------- | --------------------------------------------------------------- | --------------------------------------------------------------- | --------------------------------------------------------------- |
| Temp. máx. abs. (°C)                                            | 34.1                                                            | 34.6                                                            | 32.6                                                            | 27.7                                                            | 24.4                                                            | 17.3                                                            | 17.0                                                            | 20.0                                                            | 26.0                                                            | 31.8                                                            | 32.4                                                            | 34.9                                                            | 34.9                                                            |
| Temp. máx. media (°C)                                           | 21.1                                                            | 21.0                                                            | 18.6                                                            | 14.4                                                            | 9.1                                                             | 5.9                                                             | 5.9                                                             | 8.1                                                             | 11.8                                                            | 16.1                                                            | 18.4                                                            | 20.9                                                            | 14.3                                                            |
| Temp. media (°C)                                                | 14.9                                                            | 14.6                                                            | 12.8                                                            | 9.0                                                             | 4.9                                                             | 2.0                                                             | 2.2                                                             | 3.8                                                             | 6.5                                                             | 9.9                                                             | 12.6                                                            | 14.4                                                            | 9                                                               |
| Temp. mín. media (°C)                                           | 8.8                                                             | 8.3                                                             | 7.1                                                             | 3.6                                                             | 0.8                                                             | -1.8                                                            | -1.5                                                            | -0.4                                                            | 1.2                                                             | 3.7                                                             | 6.9                                                             | 7.9                                                             | 3.7                                                             |
| Temp. mín. abs. (°C)                                            | 0.0                                                             | -3.8                                                            | -3.2                                                            | -8.0                                                            | -12.1                                                           | -17.0                                                           | -16.5                                                           | -17.0                                                           | -7.4                                                            | -6.6                                                            | -3.4                                                            | -0.7                                                            | -17.0                                                           |
| Precipitación total (mm)                                        | 21.1                                                            | 12.7                                                            | 18.8                                                            | 12.5                                                            | 21.3                                                            | 14.7                                                            | 14.2                                                            | 14.0                                                            | 12.7                                                            | 10.2                                                            | 13.0                                                            | 16.6                                                            | 181.8                                                           |
| Horas de sol                                                    | 250                                                             | 215                                                             | 191                                                             | 148                                                             | 116                                                             | 99                                                              | 112                                                             | 148                                                             | 158                                                             | 208                                                             | 220                                                             | 232                                                             | 2095                                                            |
| Humedad relativa (%)                                            | 53.0                                                            | 55.0                                                            | 57.3                                                            | 64.3                                                            | 71.7                                                            | 75.7                                                            | 76.3                                                            | 69.7                                                            | 64.0                                                            | 55.3                                                            | 52.0                                                            | 50.7                                                            | 62.1                                                            |
| Fuente n.º 1: Secretaría de Minería                             |                                                                 |                                                                 |                                                                 |                                                                 |                                                                 |                                                                 |                                                                 |                                                                 |                                                                 |                                                                 |                                                                 |                                                                 |                                                                 |
| Fuente n.º 2: FAO (horas de sol)                                |                                                                 |                                                                 |                                                                 |                                                                 |                                                                 |                                                                 |                                                                 |                                                                 |                                                                 |                                                                 |                                                                 |                                                                 |                                                                 |

## Deportes
- Club Sportivo Santa Cruz: de apodo Los Albiverdes, es uno de los primeros clubes de la provincia (fue fundado en 1911).[20]

- Club Atlético Santa Cruz: de apodo Los Piratas, fue fundado en 1923.

## Economía
En su área de influencia se cría ganado ovino destinado a la producción de lana y su puerto se estructuró en función de esta actividad hasta la decadencia de los precios de este producto debido a la competencia de las fibras sintéticas. En el oasis se cultivan productos hortofrutícolas. El reciente apogeo del puerto de Punta Quilla contribuyó a restarle importancia.

## Parroquias de la Iglesia Católica en Puerto Santa Cruz
| Diócesis  | Río Gallegos                |
| --------- | --------------------------- |
| Parroquia | Exaltación de la Santa Cruz |